# Liste von Krankenhäusern in Oberhausen
Diese Liste der Krankenhäuser in Oberhausen führt die aktuellen (und ehemaligen) Krankenhäuser in Oberhausen, Nordrhein-Westfalen, auf.

## Liste
| Name                                   | Eröffnung | Bemerkungen                                | Bild |
| -------------------------------------- | --------- | ------------------------------------------ | ---- |
| Johanniter-Krankenhaus Oberhausen      | 1895      | Träger: Evangelisches Klinikum Niederrhein |      |
| Evangelisches Krankenhaus Oberhausen   |           | [ 2 ]                                      |      |
| Helios St. Elisabeth Klinik Oberhausen |           | [ 3 ]                                      |      |
| AMEOS Klinikum St. Clemens Oberhausen  |           |                                            |      |
| AMEOS Klinikum St. Josef Oberhausen    |           | [ 4 ]                                      |      |
| AMEOS Klinikum St. Marien Oberhausen   |           | [ 5 ]                                      |      |